# Deltote pulmona
Deltote pulmona is een vlinder uit de familie van de uilen (Noctuidae). De wetenschappelijke naam van deze soort is voor het eerst voorgesteld als Eustrotia pulmona door Harrison Gray Dyar Jr. in een publicatie uit 1913.
De soort komt voor in Mexico.